# Lignières, Cher
Lignières är en kommun i departementet Cher i regionen Centre-Val de Loire i de centrala delarna av Frankrike. Kommunen ligger  i kantonen Lignières som tillhör arrondissementet Saint-Amand-Montrond. År 2022 hade Lignières 1 325 invånare.

## Befolkningsutveckling
Antalet invånare i kommunen Lignières
Referens:INSEE